# Arsenura rebeli
Arsenura rebeli là một loài bướm đêm thuộc họ Saturniidae. Nó được tìm thấy ở Andes, from Ecuador, phía nam đến Bolivia.
Sải cánh dài 145–150 mm.